# Accident de décompression
Pour les articles homonymes, voir ADD.
 Mise en garde médicale
On appelle accident de désaturation  (ADD) les conséquences immédiates pour la santé de la formation de bulles gazeuses dans le corps à la suite d'une baisse rapide de la pression environnante. Il peut s'agir d'un  accident de plongée, mais il survient aussi chez des personnes ayant travaillé dans des caissons en air comprimé, chez des aviateurs en altitude, ou chez des astronautes après une sortie extravéhiculaire. C'est une conséquence de la loi de Henry : la quantité de gaz dissout dans un liquide (ici, l'azote ou hélium dans le sang) est proportionnelle à la pression subie par le liquide.
On utilise parfois les termes  accident de  décompression (terme erroné), maladie de décompression, maladie des plongeurs ou maladie des caissons, voire l'anglais Decompression Sickness (DCS) ou Decompression Illness (DCI).
Dans le cas de plongée sous-marine, il survient à des plongeurs qui, après une plongée profonde ou prolongée, remontent trop vite ou sans faire de paliers de désaturation. En génie civil, il peut arriver à la suite de travaux effectués dans des caissons préalablement pressurisés pour éviter les infiltrations d’eau : percement de tunnels, travaux dans les mines, construction de piles de pont ; le cas du chantier du pont de Brooklyn a été illustré par Didier Decoin dans Abraham de Brooklyn. Il a pu arriver des accidents mineurs lors de  vols à haute altitude, essentiellement en cas de dépressurisation accidentelle de la cabine ou dans le cas d'appareils militaires non-pressurisés, pour le largage de fret ou de parachutistes.

## Circonstances de survenue des accidents de décompression
La principale cause d’accident de décompression est une réduction de la pression qui environne le corps. Les circonstances les plus courantes au cours desquelles une diminution de la pression ambiante peut se produire sont les suivantes :
- en quittant un environnement à pression atmosphérique élevée ;
- pendant la remontée dans l'eau au cours d'une plongée. Cela peut se produire en atteignant la surface à la fin d'une plongée voire plusieurs heures après la sortie de l'eau ;
- ascension rapide en altitude. Cela peut se produire dans un avion non pressurisé.

### En quittant un environnement à haute pression
Le nom donné à l’origine aux accidents de décompression était la maladie des caissons, ce terme a été utilisé au XIXe siècle, lorsque les grands travaux de génie comportant des fouilles au-dessous de la nappe phréatique, tels que les pontons, les ponts et les tunnels, devaient être exécutés dans des caissons sous pression pour empêcher l'eau d'envahir le chantier. Les travailleurs qui passent du temps à haute pression dans des conditions de pression supérieures à la pression atmosphérique normale sont en danger lors de leur retour à une pression plus basse à l’extérieur du caisson s'ils ne réduisent pas lentement et progressivement, selon une procédure validée, la pression qui les entoure.
Les accidents de décompression sont devenus un problème important lors de la construction de l’Eads Bridge, au cours de laquelle 15 travailleurs sont morts de ce qui était alors une maladie mystérieuse, et plus tard lors de la construction du pont de Brooklyn, où la maladie frappa le chef de projet Washington Roebling.
Actuellement les tunneliers utilisent parfois des hyperbaristes pour l'entretien et les réparations des roues de coupe lorsqu'il est impossible d'y accéder à la pression atmosphérique normale. Les pressions atteintes sont élevées : 6,9 bar relatifs en 2000 pour un chantier en Hollande… 6,2 bar relatifs en 2010 à Seattle. Au-delà de 4 bar environ, la respiration d'air est remplacée par celle de mélanges contenant de l'hélium. Les accidents de décompression sont devenus très rares grâce à l'application de tables de décompression devenues sûres sauf dans les cas où le plongeur (à bouteilles d'air) prend l'avion dans les 24 heures suivant sa dernière plongée.

### Remontée à la surface après une plongée
Les accidents de décompression sont surtout connus comme accidents de plongée frappant les plongeurs sous-marins qui respirent un gaz qui est à une pression supérieure à la pression de surface. La pression de l'eau environnante augmente à mesure que le plongeur descend et diminue lorsqu’il remonte. Le risque d’accident augmente au cours des plongées de longue durée ou des plongées profondes, sans remontée progressive qui rendent les paliers de décompression nécessaires pour éliminer normalement les gaz inertes, bien que les facteurs de risque spécifiques ne sont pas tous bien compris. Certains plongeurs semblent plus sensibles que d'autres malgré des conditions identiques.
Il y a eu des cas d’accidents en plongée libre chez des plongeurs qui ont fait de nombreuses plongées profondes à la suite l’une de l’autre. Les accidents de décompressions sont sûrement la cause de la maladie de Taravana qui affecte les indigènes des îles du Pacifique Sud qui, pendant des siècles, ont plongé sans équipement pour se nourrir et pêcher les perles. De tels accidents ont été constatés sur des pêcheurs sous-marins, notamment en Corse, qui utilisent des propulseurs pour descendre et remonter rapidement vers 40 mètres en apnée.
Deux facteurs contribuent aux accidents de décompression des plongeurs, bien que la relation de cause à effet ne soit pas encore complètement élucidée : 
- des plongées profondes ou prolongées : des gaz inertes dans le mélange respiratoire, comme l’azote et l’hélium, sont absorbés par les tissus de l'organisme à des pressions partielles plus élevées que la normale (loi de Henry) lorsque le mélange respiratoire est inhalé à haute pression ;
- remontées rapides : la pression ambiante diminue au cours de la remontée, ce qui provoque le dégagement des gaz en solution dans les fluides organiques et la formation de "micro bulles" dans le sang. Ces bulles peuvent quitter l'organisme sans danger par les poumons si la remontée est assez lente et que le volume des bulles n'est pas trop grand.

Le physiologiste John Haldane a étudié ce problème au début du XXe siècle, ce qui a conduit par la suite à l'élaboration de la méthode des paliers de décompression progressive, dans laquelle la pression sur le plongeur diminue assez lentement pour que l'azote dissous puisse se dégager progressivement sans entraîner d’accident. Les bulles se forment après chaque plongée : la remontée lente et les paliers de décompression réduisent tout simplement le volume et le nombre de bulles à un niveau tel qu’il n’y ait plus de risque pour le plongeur.

#### Hélium
Le diazote n'est pas le seul gaz respiratoire responsable d’accidents de décompression. Des mélanges gazeux tels que le trimix et l’héliox contiennent de l’hélium, qui peut également être impliqué dans les accidents.
L'hélium entre et sort plus vite du corps que l'azote, ainsi pour les plongées d’une durée de trois heures, le corps atteint presque la saturation en hélium. Pour ce type de plongées la période de décompression est plus courte que pour les mélanges respiratoires à base d'azote tels que l'air.
Il y a débat sur les effets de l'hélium au moment de la décompression pour des plongées de plus courte durée. La plupart des plongeurs font des décompressions longues, alors que certains groupes comme la WKPP ont été pionniers pour l'utilisation de temps de décompression courts en incluant des paliers profonds.
Le temps de décompression peut être considérablement raccourci par l’utilisation de mélanges respiratoires riches en oxygène comme le nitrox (ou d’oxygène pur à moins de 6 m, seuil de l'hyperoxie) lors de la phase de décompression de la plongée. La raison en est que le taux de dégazage de l'azote est proportionnel à la différence entre le ppN2 (pression partielle d'azote) dans le corps du plongeur et le ppN2 dans le gaz qu'il respire, mais la probabilité de formation de bulles est proportionnelle à la différence entre le ppN2 dans le corps du plongeur et la pression totale de l'air ou de l'eau qui l’entoure.

### Ascension en altitude dans l’atmosphère
Les gens qui volent à haute altitude dans un avion sans cabine pressurisée, comme les passagers clandestins ou des voyageurs dans une cabine qui a subi une dépressurisation brutale, ou des pilotes dans un poste de pilotage ouvert, peuvent souffrir de la décompression. Même les pilotes expérimentés de l’avion espion U-2 ont ressenti les effets de l’altitude en survolant leurs cibles au milieu des années 1950 pendant la guerre froide. Les plongeurs qui volent en avion après avoir plongé s’exposent à davantage de risques, même avec des appareils à cabine pressurisée, car la pression de l'air de la cabine est toujours inférieure à la pression atmosphérique au niveau de la mer. La même chose s'applique aux plongeurs qui pratiquent des ascensions terrestres à haute altitude après une plongée.
Les accidents liés à l’altitude sont devenus un problème couramment observé avec le début des vols de ballon et d’avions à haute altitude dans les années 1930. De nos jours, dans les avions de transport qui volent à haute altitude, les systèmes de pressurisation de la cabine garantissent que la pression dans la cabine ne tombera pas au-dessous de la pression qui existe à une altitude d'environ 2 500 m, quelle que soit la pression de l'air extérieur ou l'altitude pendant le vol. Les accidents de décompression sont très rares chez les personnes en bonne santé qui subissent des pressions équivalant à cette altitude, ou inférieures. Toutefois, étant donné que la pression dans la cabine n'est pas effectivement maintenue à la pression atmosphérique qui règne au niveau de la mer, il y a toujours un petit risque d’accident chez les personnes plus sensibles (comme les plongeurs qui ont effectué une plongée récente).
Il n'existe pas de seuil d'altitude qui peut être considéré comme sûr pour tout le monde et au-dessous duquel on pourrait être certain que personne ne risque d’accident provoqué par l’altitude, mais il y a très peu d’accident prouvés survenus chez des personnes en bonne santé à une pression correspondant à une altitude de moins de 18 000 pieds (environ 5 500 m) et qui n’avaient pas fait de plongée sous-marine. Des expositions individuelles à une pression correspondant à des altitudes variant entre 18 000 et 25 000 pieds ont montré une faible occurrence des accidents liés à l'altitude. La plupart des cas surviennent chez des personnes exposées à la pression correspondant à une altitude de 25 000 pieds ou plus (environ 7 600 m). Une étude de l'US Air Force sur les accidents de décompression d’altitude a montré que 13 % seulement des cas survenaient à une altitude inférieure à 25 000 pieds. Plus on est exposé à une altitude élevée, plus le risque de présenter un accident est élevé. Il est important de préciser que, bien que l'exposition à des altitudes supérieures à 18 000 pieds expose à un risque accru d’accident, on n’a pas démontré qu’il existait une relation directe entre l’accroissement de l’altitude et la gravité des divers types d’accidents (voir tableau 1).
Le traitement de l’embolie gazeuse artérielle et celui de l’accident de décompression sont très semblables parce que les deux pathologies sont consécutives à la diffusion de bulles de gaz dans le corps. Les symptômes rencontrés sont aussi largement comparables, bien que ceux de l'embolie gazeuse sont plus graves parce qu'ils provoquent souvent des infarctus et des nécroses tissulaires comme on l'a noté ci-dessus. Dans un contexte de plongée, les deux affections sont rassemblées sous le terme général de maladie de décompression. Un autre terme, le dysbarisme, englobe la maladie de décompression, l’embolie gazeuse artérielle et le barotraumatisme.
La montée en altitude peut se produire en dehors du vol aérien dans des endroits tels que les hauts plateaux de l'Éthiopie ou de l'Érythrée (8 000 pieds = environ 2 400 mètres au-dessus du niveau de la mer) ainsi que du Pérou, de la Bolivie, de l’Altiplano et du Tibet (2  à   3 milles au-dessus du niveau de la mer).

## Décompression explosive
Une décompression explosive est une chute brutale de pression en une petite fraction de seconde. Elle se produit à une vitesse plus rapide que celle à laquelle l'air peut s'échapper des poumons, généralement en moins de 0,1  à   0,5 seconde (ex. accident aéronautique en altitude),.
Une telle chute de pression provoque un bruit intense et s’accompagne de brouillard dans la cabine. Le souffle d’air projette des objets et les victimes peuvent être blessées ou même éjectées avant leur mort si l’ouverture de la paroi est suffisamment grande.
En cas de rupture d’un hublot dans un avion de ligne, le risque de décompression explosive est infime, sauf en cas de large ouverture accidentelle de la paroi (explosion criminelle, défaillance de l'appareil).
Une décompression explosive au cours d’accidents aériens peut en outre provoquer des effets mécaniques sur la structure de l’avion, mais aussi plusieurs effets physiologiques sur les passagers et le personnel de l’avion qui la subissent :
- réactions émotives : la décompression explosive est un phénomène brutal et très violent qui est source de panique ;
- le froid : la cabine se refroidit brutalement car l’air à l’extérieur de l’avion est très froid à haute altitude ;
- effet de souffle : l’air pressurisé sort très violemment par la brèche de l’avion ;
- effet sur les cavités semi closes : barotraumatismes des oreilles et des sinus ;
- hypoxie brutale qui est due au manque d’oxygène et peut se traduire par un essoufflement et une douleur thoracique et entraîner un dysfonctionnement du cerveau, du cœur et des reins ;
- aéroembolisme : des bulles d’azote se forment dans les vaisseaux sanguins et peuvent provoquer des embolies.

### Plongée avant un vol en avion
Le risque de maladie de décompression ne cesse pas d'augmenter au niveau de la mer (même si les tables de décompression s'arrêtent au niveau de la mer), mais continue d'augmenter pour les altitudes situées au-dessus du niveau de la mer quand un plongeur monte (comme dans un avion ou par d'autres moyens) à ces altitudes supérieures. Les accidents peuvent survenir à une altitude de 5 000 pieds ou moins. Cela peut se produire dans un avion de ligne, car les avions de ligne ne maintiennent pas réellement la pression en cabine à la valeur de la pression atmosphérique au niveau de la mer, mais lui permettre de descendre à une pression équivalant à une altitude de 8 000 pieds (mais pas plus), en fonction de l’altitude de l'avion et des conditions extérieures. Cela peut se produire lorsque l'on se dirige vers des endroits de la planète situés à haute altitude après une plongée sous-marine, par exemple, un plongeur en Érythrée qui se dirige vers le principal aéroport du pays, Asmara, sur un plateau à 8 000 pieds (2 400 mètres) peut présenter un risque d’accident de décompression. Un cas caricatural est celui d'un pilote d'hélicoptère ayant un accident de décompression en vol après une plongée à une profondeur de seulement un mètre.
Il peut également se produire au cours de plongées souterraines : les "chambres de Torricelli", que l'on trouve dans certaines grottes, sont remplies d'eau à une pression inférieure à la pression atmosphérique, et apparaissent lorsque le niveau d'eau baisse et que l’air n’a aucun moyen d'entrer dans la chambre.

### Plongée en altitude
La plongée en altitude correspond à une plongée profonde dans une eau dont la pression de surface est bien en dessous  d'une atmosphère (par exemple, un lac de haute altitude tels que le lac Titicaca) nécessite des tables de décompression de haute altitude ou un ordinateur de plongée spécialement programmé (à la surface, les plongeurs peuvent souffrir des effets de l’hypoxie due à l’altitude tels que le mal aigu des montagnes.)

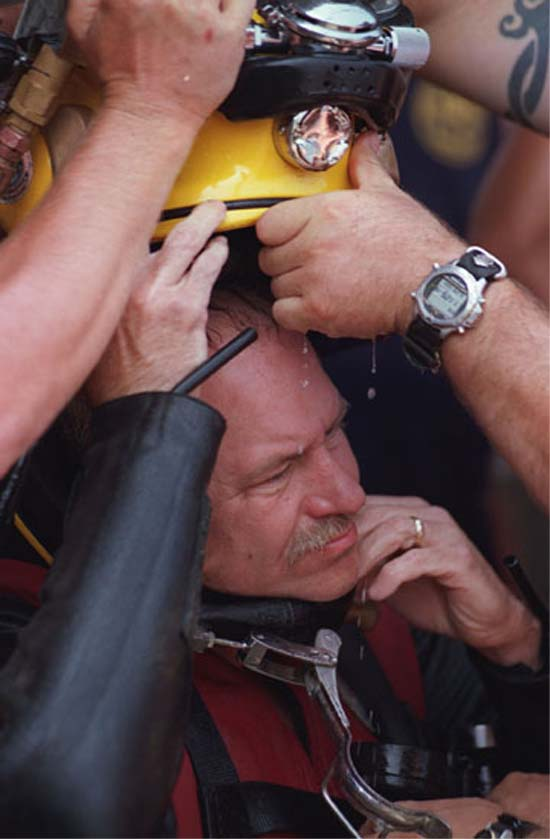
Ce plongeur doit entrer dans un caisson hyperbare pour éviter l’accident.

## Histoire
- 1841 : premier cas documenté du syndrome de décompression, signalé par un ingénieur des mines qui avait observé des douleurs et des crampes musculaires chez les mineurs des charbonnages travaillant dans des puits de mine mis sous pression afin d'empêcher les infiltrations d'eau.
- 1867 : le pionnier de la plongée sous-marine Julius H. Kroehl meurt d’un accident de décompression au cours d’une plongée expérimentale avec un engin sous-marin.
- 1869 : l'un des premiers cas observé au cours d’une plongée en scaphandre alimenté en air comprimé par une pompe extérieure.
- 1872 : Washington Roebling est atteint de la maladie des caissons alors qu'il travaillait comme chef mécanicien à la construction du Pont de Brooklyn (qu’il avait pris en charge, après le décès de son père John Augustus Roebling mort du tétanos). L’épouse de Washington, Emily, l’a aidé à diriger la construction du pont alors qu’il était confiné par la maladie à son domicile de Brooklyn. Il a lutté contre les séquelles de la maladie pendant le restant de sa vie.
- 1878 : Paul Bert publie un ouvrage, La Pression Barométrique, sur les effets physiologiques des variations de pression.
- 1880 : le syndrome de décompression devient connu sous le nom de Grecian Bends (« la courbette grecque ») parce que les individus touchés avaient généralement le dos voûté : c'est peut-être une référence à une figure d’une danse féminine à la mode (grecian bend). D'autres disent plus simplement que cela vient du verbe anglais « to bend » qui signifie « se courber, se tordre » car les mineurs atteints du mal se pliaient en deux se tordant de douleur.
- 1906 : le gouvernement britannique commande une étude à John Scott Haldane sur les accidents des personnes travaillant en milieu pressurisé.

## Mécanisme
Ces situations entraînent le dégagement d’un gaz inerte, en général l’azote, qui est normalement dissous dans les fluides organiques et les tissus, et qui sort de son état de solution dans un liquide (c'est-à-dire, dégaze) et forme des bulles de gaz.
Selon la loi de Henry, lorsque la pression d’un gaz au-dessus d’un liquide diminue, la quantité de gaz dissous dans le liquide va également diminuer. Une des meilleures démonstrations pratiques de cette loi est offerte par ce qui peut se produire à l'ouverture d'une bouteille ou d’une cannette de boisson gazeuse. Lorsqu'une bouteille est décapsulée, on peut entendre le gaz s'échapper et voir des bulles se former dans la boisson. Ce gaz est du dioxyde de carbone qui se dégage du liquide en raison d’une baisse de la pression de l’air à l'intérieur du récipient qui s’égalise avec la pression atmosphérique.
De même, l'azote est un gaz inerte, habituellement stocké dans l’organisme par mise en solution dans les tissus et les fluides du corps humain. Lorsque le corps est soumis à une diminution de pression, par exemple lorsqu'on vole dans un avion non pressurisé à une altitude élevée ou au cours d'une plongée sous-marine au moment de la remontée, l'azote dissous dans l'organisme se dégage. Si l'azote est contraint de dégazer trop rapidement, des bulles se forment dans différentes parties du corps provoquant les signes et les symptômes de l’accident de décompression qui peuvent être des démangeaisons et des éruptions cutanées, des douleurs articulaires, des troubles sensoriels, la paralysie et la mort.
Certains auteurs estiment que les bulles d'azote ne seraient en réalité pas la "cause" des accidents de décompression, mais simplement un "facteur aggravant", et avancent plutôt l'hypothèse d'un "dysfonctionnement endothélial" ,.

### Descente
Lors de la descente, la pression ambiante augmente ainsi que la pression du gaz respiré par le plongeur. Comme le décrit la loi de Henry, tous les gaz entrant dans la composition de l'air inhalé par le plongeur, vont se dissoudre dans le sang en quantité proportionnelle à la pression ambiante.
Ce phénomène est lent car les gaz dissous au niveau des poumons doivent être amenés dans les différentes parties du corps par le circuit de la circulation sanguine.
Cette dissolution des gaz est variable en fonction notamment :
- de la température ;
- des efforts effectués qui augmentent la circulation sanguine (vascularisation) ;
- des individus ;
- mais aussi et surtout, en plongée sous-marine, de la profondeur et du temps passé en profondeur.

Pour simplifier, plus la plongée sera longue et profonde, plus la quantité d'azote dissoute sera importante. On dit alors que les tissus du corps sont saturés en azote.
NB : en plongée sous-marine, on interprète les compartiments de Haldane comme des groupes de tissus (tissu adipeux, tissu squelettique, tissus conjonctifs, tissu nerveux, etc.) en fonction de leurs caractéristiques communes pour leur capacité à dissoudre les gaz inertes.

### Remontée
Au cours de la remontée, la pression diminuant, tous les gaz dissous dans le sang tendent à reprendre leur forme gazeuse. La plupart du temps, ce gaz est évacué au travers des poumons au cours de la ventilation.
Si la ventilation ne suffit pas, ou si la remontée est trop rapide, il arrive que ces gaz résiduels n'aient pas le temps d'être évacués par les poumons. Ils forment alors des bulles piégées dans le corps humain, causant des dégâts parfois irréversibles.
Le problème principal est celui de l'azote, présent à 78 % dans l'air, car l'oxygène (21 % de l'air) est à 98 % métabolisé par liaison avec l'hémoglobine et seulement à 2 % dissous dans le sang. Il y a également 1 % de gaz rares. Le problème se rencontre aussi avec les autres gaz utilisés dans certains mélanges respiratoires (hélium et hydrogène).

### Accident
La formation de bulles s'effectue dans tout le territoire vasculaire, artériel ou veineux. Au niveau veineux, les bulles vont migrer dans le sens du flux sanguin, vers les poumons, où elles s'évacuent sans dommage si elles ne sont pas en grosse quantité. Ce phénomène est fréquent chez le plongeur et est le plus souvent silencieux et sans conséquence. Si les bulles veineuses sont en quantité importante, elles peuvent léser le poumon et passer dans la circulation artérielle. Au niveau artériel, elles se dirigent également dans le sens du flux sanguin, cette fois ci vers les artérioles et capillaires, bloquant ces derniers et provoquant un défaut d'oxygénation des tissus en aval (ischémie). Outre l'effet purement mécanique d'occlusion, la bulle peut léser la paroi du vaisseau et faciliter la formation d'un caillot thrombus. Elle peut également accroître la perméabilité aux liquides permettant une extravasation du sang vers le milieu extravasculaire. La déplétion liquidienne ainsi induite peut entraîner une déshydratation pouvant aller jusqu'à un état de choc.
Une embolie gazeuse, survenue dans d'autres circonstances, peut provoquer de nombreux symptômes analogues à ceux des accidents de décompression (DCS). Les deux affections sont regroupées sous le terme de syndrome de décompression ou DCI (pour decompression illness).
La présence d'un foramen ovale perméable, consistant en une petite communication entre le cœur droit et le cœur gauche à travers les deux oreillettes et habituellement sans conséquence, majore cependant notablement le risque d'accident de décompression du fait de la transformation d'une embolie gazeuse du système veineux, anodine, en une embolie artérielle.
Ces bulles peuvent se bloquer dans des articulations, dans l'oreille interne, dans le cerveau, voire dans le cœur. Au niveau du cerveau, l'infarctus provoque un accident vasculaire cérébral, dans la moelle épinière, il peut entraîner une paralysie, et au niveau du cœur, il a pour conséquence l’infarctus du myocarde.
Malgré un respect des procédures de décompression, des bulles d'azote sont toujours présentes dans le corps humain après le retour en surface. Celles-ci sont sans incidence et seront évacuées normalement si le plongeur respecte quelques consignes simples :
- pas de montée en haute altitude immédiatement après le retour en surface et pas de voyage en avion dans les 6 à 12 heures suivant la plongée, ces variations de pression (montée en altitude = diminution de la pression = augmentation de la taille des bulles) pourraient en effet contribuer à provoquer un ADD ;
- pas d'efforts après la plongée (sport ou autre), ce qui aurait pour effet d'augmenter le rythme cardiaque et pourrait causer un dégazage anarchique.

## Causes
Les causes d'un accident de décompression peuvent être multiples :
- vitesse de remontée excessive ne laissant pas le temps à l'azote de s'évacuer et créant de nombreuses bulles ;
- non-respect de la procédure de décompression utilisée (tables de décompression, ordinateur de plongée) :
  - palier non effectué ou trop court (par manque d'air, mauvaises conditions de mer, négligence, etc.) ;
  - non-application des majorations dues aux plongées précédentes ;
  - mauvaise utilisation des tables de décompression (erreur de calcul) ;
  - mauvaise utilisation de l'ordinateur de plongée (changement d'ordinateur entre deux plongées rapprochées, mauvais paramétrage) ;
  - mauvais profil de plongée (dit profil inversé avec une profondeur maximale atteinte vers la fin de la plongée) ;
- mauvaise planification de la plongée (plongée trop longue et/ou trop profonde, profondeur atteinte supérieure à celle prévue, etc.) ;
- non-respect du temps de repos en surface avant de prendre l'avion.

Les facteurs aggravant les risques d'accidents sont :
- l’importance de la dépression : une forte réduction de pression est davantage susceptible de provoquer un accident qu’une dépression modérée ;
- la fatigue (peu ou pas dormi avant la plongée ou trop de plongées dans le cas des moniteurs par exemple) ;
- le stress ;
- la consommation d'alcool ou de drogue : la consommation d'alcool n'augmenterait pas le risque d’accident de décompression[13], mais elle favorise les erreurs d'appréciation de son propre état, avec le risque de ne pas suivre correctement les paliers de décompression ;
- le froid (qui réduit la taille des vaisseaux sanguins et donc perturbe la circulation) ;
- une mauvaise condition physique ;
- l’âge : il existe des observations indiquant que le risque augmente avec l'âge ;
- des exercices physiques trop violents avant (surtout s'il y a eu douleurs musculaires), pendant (les tables de décompression sont étudiées pour des plongeurs sportifs ou de loisir; pas pour les plongeurs professionnels), ou après la plongée (remontée sur le bateau avec son matériel, relevage du mouillage...) ;
- un excès de tissus adipeux (facilitant le « piégeage » de bulles d'azote). En règle générale, une personne qui présente une masse adipeuse élevée est plus exposée au risque. À cause d'une mauvaise irrigation sanguine, l'azote est stocké dans en plus grandes quantités dans les tissus adipeux. Bien que la graisse ne représente que 15 pour cent de la masse corporelle d’un adulte, le tissu adipeux stocke plus de la moitié de la quantité totale d'azote (environ 1 litre) normalement dissoute dans le corps ;
- la répétition des expositions : remontées de type "yoyo" ; plongées répétées ; montée répétée à des altitudes supérieures à 18 000 pieds, dans un court laps de temps (quelques heures) augmentent le risque de survenue d’un accident ;
- accident antérieur : selon certaines observations l’existence d’un accident de survenue récente peut rendre les individus plus sensibles à la décompression.

## Épidémiologie
La présence d'un accident embolique gazeux représente moins de 10 % des syndromes de décompression.

## Typologie et symptômes
Les accidents de décompression sont classés en deux catégories :
- les accidents bénins (cutanés ou ostéo-articulaires) de type I ;
- les accidents plus graves (atteintes du système nerveux central, de l'oreille interne, troubles de la ventilation) de type II.

### Accidents de type I

#### Atteintes cutanées
Cet accident sans grande gravité est assez rare en plongée de loisir (plongée à l'air en combinaison humide), mais plus fréquent lors de plongées en vêtement sec ou au cours de décompression en caisson. Il est provoqué par l'emprisonnement de bulles dans les capillaires sous-cutanés.
Cet accident peut se présenter de deux manières :
- les « puces » : ce sont des démangeaisons, voire des sensations de piqûres localisées au niveau du tronc et plus rarement au niveau du dos, du nez et/ou des oreilles ;
- les « moutons » : ce sont des éruptions cutanées provoquant des démangeaisons (prurit). Ils peuvent être indolores mais sont souvent ressentis à la palpation. Ils sont essentiellement localisés au niveau lombaire ou péri-ombilical.

#### Atteintes ostéo-arthro-musculaire (oubends)
Le terme bend vient du verbe anglais to bend et signifie courber car au XIXe siècle, les travailleurs sous-marins souffrant de séquelles douloureuses de la maladie de décompression étaient connus pour marcher courbés.
Cet accident est provoqué par la présence de bulles dans les articulations principalement. Ces bulles peuvent être localisées dans le liquide synovial, dans les périoste de certains os, voire dans les tendons. La douleur est très intense, parfois même invalidante pour l'articulation concernée. Les bends surviennent souvent au niveau du genou, du coude, de l'épaule ou de la hanche.
Lorsque ces bulles sont localisées sur les os, l'accident peut évoluer vers une ostéonécrose (mort de l'os). Dans les autres cas, l'évolution est normalement bénigne.

### Accidents de type II

#### Vestibulaire
Cet accident, appelé aussi labyrinthique, a pour siège le système vestibulaire situé dans l'oreille interne. Les bulles se forment donc dans cette partie de l'oreille, que ce soit dans les vaisseaux d'irrigation ou dans les liquides lymphatiques de l'oreille.
Il peut alors survenir une rupture des canaux semi-circulaires et/ou de l'organe de Corti.
Les symptômes sont alors :
- un état nauséeux (à ne pas confondre avec le mal de mer) ;
- des vertiges avec présence possible d'acouphènes ;
- parfois des pertes de l'audition ;
- une somnolence inhabituelle, une grande fatigue.

L'examen médical montre en général un nystagmus spontané, signe possible d'une atteinte des canaux semi-circulaires

#### Médullaire
Ces accidents représentent la catégorie la plus fréquente des accidents de décompression. Les bulles se forment dans la moelle épinière et provoquent des lésions appelées ramollissements.
L'apparition des symptômes peut être très rapide (parfois dès les paliers) ou plus tardive (jusqu'à 6 voire 12 heures après la plongée). Néanmoins, la majeure partie de ces accidents survient dans les 10 minutes qui suivent la fin de la plongée.
Les symptômes sont en général :
- une violente douleur dorso-lombaire (souvent comparée à un coup de poignard) ;
- des sensations de picotements, fourmillements, engourdissements dans les membres (paresthésie) ;
- une faiblesse musculaire dans un ou plusieurs membres (parésie) ;
- une paraplégie (paralysie des membres inférieurs) ou une tétraplégie (paralysie des 4 membres), en fonction du siège de l'accident ;
- rétention d'urine.

Un accident de décompression médullaire laisse presque toujours des séquelles, qu'elles soient invalidantes, dans 50 % des cas (séquelles sexuelles ou sphynctériennes), ou de moindre importance.

#### Cérébral
Les accidents de décompression cérébraux, plus rares, sont liés aux bulles se déplaçant dans la circulation sanguine artérielle.
Ce type d'accident peut survenir au cours de la plongée (dès les paliers ou dans les minutes suivant la sortie de l'eau.
Le degré d'atteinte peut être variable et les symptômes peuvent être très variés et sont, en général, les suivants :
- étourdissement, évanouissement, ou coma ;
- confusion et/ou désorientation ;
- déficits sensitifs (anesthésie) ;
- déficits sensoriels, troubles du langage (aphasie) ;
- troubles du comportement, délires, maux de tête ;
- déficits moteurs partiels plus ou moins symétriques ;
- hémiplégie (paralysie de la moitié du corps dans le sens vertical - souvent de la partie gauche en raison du passage des bulles dans la carotide droite) ;
- paralysie des quatre membres (tétraplégie) due à une atteinte neurologique et/ou cérébrale.

Souvent, et plus spécifiquement en cas de symptômes graves, le pronostic est pessimiste.
Le diagnostic ne requiert pas d'imagerie si la liaison avec la plongée est évidente. La prise en charge urgente par recompression par caisson hyperbare ne doit pas être retardée.

#### Pulmonaire
L'accident de décompression pulmonaire, aussi appelé "Choke" (de l'anglais to choke : suffoquer) survient en général lorsque la remontée a été trop rapide (remontée d'urgence, exercice mal contrôlé). Les troubles respiratoires sont alors dus à un dégazage massif de bulles encombrant la circulation pulmonaire. Ce blocage peut entraîner une défaillance cardiaque et la mort.
La survenue de l'accident peut avoir lieu très tôt, entre le moment des paliers et les quelques minutes qui suivent la remontée en surface. Les symptômes sont :
- sensation d'inconfort ;
- douleur augmentant à l'inspiration et l'expiration ;
- toux ;
- respiration rapide et superficielle (polypnée superficielle) ;
- cyanose (lèvres et/ou doigts violacés) ;
- arrêt cardio-circulatoire.

Ce tableau donne les symptômes pour les différents types d’accidents de décompression. Les atteintes ostéo-arthro-articulaires (ou bends) représentent environ 60 % à 70 % de tous les cas, les atteintes les plus fréquentes concernent les épaules. Ces lésions sont classées médicalement en type I. Les troubles neurologiques sont présents chez 10 % à 15 % de tous les cas avec les céphalées et les troubles visuels qui sont les manifestations les plus répandues. Les accidents de décompression avec symptômes neurologiques sont généralement classés en type II. Les atteintes pulmonaires (choke) sont rares et surviennent dans moins de deux pour cent de tous les cas. Les Manifestations cutanées sont présentes dans environ 10 % à 15 % de tous les cas.
| Type                           | Localisation des bulles                                                                       | Signes & Symptômes (Manifestations Cliniques) |
| ------------------------------ | --------------------------------------------------------------------------------------------- | --- |
| ATTEINTES ARTICULAIRES (BENDS) | La plupart des grosses articulations (coudes, épaules, hanches, poignets, genoux, chevilles). | - Douleur locale profonde, d’intensité allant de légère à insoutenable. Il s’agit parfois, d’une douleur sourde, mais rarement d’une douleur violente. - La mobilisation active et passive de l’articulation aggrave la douleur. - La douleur peut être atténuée par la flexion pour trouver une position antalgique plus confortable. - Si elle est provoquée par l'altitude, la douleur peut survenir immédiatement ou plusieurs heures plus tard.                                              |
| ATTEINTES NEUROLOGIQUES        | Cerveau                                                                                       | - Confusion ou perte de mémoire. - Maux de tête. - Taches dans le champ visuel (scotome), vision en tunnel, vision double (diplopie), ou vision floue. - Fatigue extrême et inexpliquée ou modifications du comportement. - Convulsions, étourdissements, vertiges, nausées, vomissements et perte connaissance, principalement en raison d’une labyrinthite. |
| ATTEINTES NEUROLOGIQUES        | Moelle épinière                                                                               | - Sensations anormales telles que brûlures, picotements, dans la partie inférieure de la poitrine et du dos. - Les symptômes peuvent s’étendre à partir des pieds et peuvent être accompagnés d’une atteinte motrice ascendante paralysie. - Coliques abdominales ou douleur dans la poitrine. |
| ATTEINTES NEUROLOGIQUES        | Nerfs périphériques                                                                           | - Incontinence urinaire et rectale. - Sensations anormales, telles que engourdissements, sensations de brûlure, picotements et fourmillements (paresthésies). - Faiblesse musculaire ou tics. |
| ATTEINTES PULMONAIRES          | Poumons                                                                                       | - Douleurs profondes et brûlures dans la poitrine (sous le sternum). - La douleur est aggravée par la respiration. - Essoufflement (dyspnée). - Toux sèche permanente |
| ATTEINTES CUTANÉES             | Peau                                                                                          | - Signes subjectifs (puces) : - démangeaisons habituellement autour des oreilles, du visage, du cou, des bras, et de la partie supérieure du torse ; - sensation d’insectes minuscules rampant sur la peau - éruptions (« moutons ») : - marbrures de la peau habituellement autour des épaules, de la partie supérieure du thorax et de l'abdomen, avec des démangeaisons ; - gonflement de la peau, accompagné de minuscules dépressions cutanées ressemblant à des cicatrices (œdème ponctué). |

## Prise en charge et prévention

### Prise en charge
Quel que soit le type d'accident de décompression (déclaré ou tout simplement suspecté), les réactions pour les autres plongeurs et/ou les témoins devront être identiques et immédiates. De la rapidité et de l'efficacité de leur réaction, et de la vitesse d'évacuation vers un centre spécialisé dépendra le pronostic vital de la victime : 
- prévenir les secours spécialisés (en France, privilégier le CROSS) qui feront procéder à l'évacuation vers un centre de médecine hyperbare ;
- administrer de l'oxygène (inhalation ou insufflation) à un débit de 15 litres par minute afin de maintenir en vie les tissus lésés ou mal irrigués. Le pronostic en est amélioré[14] ;
- proposer à la victime de prendre de l'aspirine (500 mg pour un adulte) -administration abandonnée, voire déconseillée par certains médecins spécialistes des maladies de décompression (cf recommandations du DAN)- ;
- faire boire de l'eau plate par petites gorgées (si la victime est consciente). Une bonne hydratation est conseillée avant d'entreprendre une plongée (un verre d'eau toutes les 10 minutes) ;
- relever les paramètres de la plongée ;
- surveiller les autres plongeurs qui étaient avec la victime et, dans la mesure du possible, leur proposer le même traitement.

dans le cadre des premiers secours, une fois le processus de lutte contre l'accident de décompression entamé, celui-ci ne devra en aucun cas être stoppé, même en cas d'amélioration de l'état ; l'évolution n'ayant pas forcément un développement linéaire et une rémission pouvant précéder une rechute. Il faut logiquement éviter un transfert vers une unité de soins spécialisés en hélicoptère, ou alors, requérir un moyen de transport aérien pressurisé.
Une fois la victime prise en charge dans un centre de médecine hyperbare, elle sera recomprimée en caisson en fonction du type d'atteinte par le personnel médical spécialisé. Cette recompression permet la dissolution des bulles et l'amélioration des symptômes. Cette recompression thérapeutique à l'oxygène sera effectuée selon des procédures en suivant les tables de décompression de type :
- COMEX 12, 18 ou 30 m ;
- US Navy (tables 5 ou 6 en fonction des symptômes) ;
- GERS.

Les protocoles restent toutefois empiriques et plusieurs séances de recompression sont parfois nécessaire pour la résolution des symptômes.

### Prévention
La prévention des accidents de compression consiste en :
- respecter la vitesse de remontée de la table utilisée (15 à 17 m/min pour les MN90 (Créées par la Marine nationale en 1990), voire moins si nécessaire) ;
- respecter les tables et ne pas chercher à calculer ses paliers seul (chaque table est issue de modèles mathématiques complexes et les tables testées longuement avant leur adoption) ;
- ne pas passer d’une table à une autre, ou d’un ordinateur à un autre lors de plongées successives ;
- privilégier les plongées au NITROX (air enrichi en oxygène), ce qui favorise une décompression plus efficace et procure moins de fatigue (recommandation accrue avec l'âge) ;
- ne pas faire d’apnée après une plongée en scaphandre : risque de recompression lors de la descente avec nouveau passage des bulles dans les tissus et perturbation du cycle ventilatoire, donc d’évacuation de l’azote ;
- ne pas faire d’effort après la plongée : perturbation de la ventilation et de la circulation, nécessaires à une décompression correcte, augmentation de la pression intra-cardiaque avec risque d'hyperpression pulmonaire. Ce facteur semble être d'autant plus sensible l'âge venant ;
- ne pas faire de plongées de type yo-yo (dites plongées « ludion »). On appelle ainsi les plongées avec de nombreuses variations de profondeur de forte amplitude ;
- ne pas prendre l'avion moins de 24 heures après une plongée ;
- éviter tout ce qui peut entraver la circulation sanguine (poignard au mollet…) ;
- plonger en bonne condition physique (attention à la fatigue).

Les astronautes à bord de la station spatiale internationale se préparant pour une sortie dans l’espace « campent » à une pression atmosphérique plus basse que la normale (environ 10 psi = 700 mbar), durant 8 heures de sommeil dans le sas de sortie avant leur marche dans l’espace. Leur scaphandre peut fonctionner à 4,7 psi = 330 mbar pour une souplesse maximale.
Le dépistage d'un foramen ovale perméable, facteur de risque reconnu des accidents de décompression, n'est pas faite en pratique courante, parce que le risque absolu reste faible.

#### Oxygène pur lors des vols en altitude
L'une des plus importantes percées dans la recherche sur les accidents d'altitude a été de respirer de l’oxygène en prévention. Respirer de l'oxygène pur avant l'exposition à une faible pression atmosphérique diminue le risque de développer un accident de décompression d’altitude. La respiration préalable d’oxygène favorise l'élimination de l'azote provenant des tissus de l'organisme. Respirer de l'oxygène pur pendant 30 minutes avant de commencer l'ascension en altitude diminue le risque d’accidents d'altitude pour de courtes expositions (10  à   30 minutes seulement) à des altitudes variant entre 18 000 et 43 000 pieds. Toutefois, cette oxygénation doit être poursuivie, en oxygène pur, sans interruption pendant tout le vol, pour fournir une protection efficace contre le risque d’accident d’altitude. L'inhalation d'oxygène pur limitée au seul vol (montée, croisière, descente) ne diminue pas le risque d’accident d’altitude et ne doit pas être utilisée à la place de l'oxygène en prévention, avant l’ascension.
Bien que l'inhalation d’oxygène pur avant la montée en altitude soit une méthode efficace pour se protéger des effets de l'altitude, sa mise en œuvre pose des problèmes logistiques et de coût pour l'aviation civile, que ce soit des vols commerciaux ou privés. Par conséquent, elle est maintenant utilisée uniquement par les militaires et les équipages d'astronautes pour leur protection durant les vols à haute altitude et les opérations spatiales. Elle est également utilisée par les équipes d'essais en vol pour la certification des aéronefs.
En fonction de la gravité de l'accident de décompression, de son type et de l'efficacité des secours et du traitement, il peut être possible de reprendre la plongée sous-marine. Cette reprise devra bien entendu être avalisée par un médecin compétent et assortie éventuellement de conditions restrictives (profondeur limitée, paliers imposés à l'oxygène, etc.)

## Accidents de décompression dans la culture populaire
- Dans le roman Shadow Divers les personnages font face à un grave accident de décompression (dont certains cas ont entraîné la mort) lors d’une remontée d'urgence après une plongée.
- Un plongeur présentant un accident de décompression dans un avion en vol faisait partie de l'intrigue dans l'épisode Airborne  de la série TV Dr House, diffusée le mardi 10 avril 2007.
- Le groupe de rock Radiohead a sorti un album intitulé The Bends, en référence à la maladie des caissons.
- Dans le roman de Tom Clancy Sans aucun remords, un des protagonistes John Kelly torture brutalement un trafiquant de drogue en utilisant un caisson pour provoquer de graves (sinon fatales) lésions barotraumatiques.
- Mr. Bungle a sorti une chanson intitulée « The Bends », également en référence à la maladie des caissons.
- La maladie de décompression joue également un rôle dans le film d’animation inspiré du roman "Ever 17".
- Un personnage de la série Dive de Gordan Korman est victime d’un accident de décompression.
- Dans un épisode des Aventures de Jackie Chan intitulé Clash of Titanics, Jackie est victime d’un accident de décompression.
- Roger Bochs, un personnage de Marvel Comics la Division Alpha, est victime d’un accident de décompression après avoir combattu aux côtés des vengeurs dans Atlantis.
- Un personnage de la série d’animation manga One Piece Eiichirō Oda est victime d’un accident de décompression.
- Dans Abraham de Brooklyn de Didier Decoin (Seuil, 1971) (prix des libraires) l’auteur retrace la saga de la construction du pont de Brooklyn et décrit la maladie des caissons.
- Dans Le Grand Bleu de Luc Besson, Enzo Molinari est victime d'un accident de décompression à la suite d'une plongée en dessous de 120 m de profondeur.
- Dans Le Monde du silence, film réalisé en 1955 par Jacques-Yves Cousteau et Louis Malle, deux plongeurs (et le caméraman) pêchent la langouste à 60 mètres de fond : au retour, l'un est envoyé au caisson de décompression pour immersion prolongée à grande profondeur, et l'autre... va manger les langoustes avec le reste de l'équipage.
- Dans Sanctum (film) l'un des personnages meurt d'un accident de décompression.
- Dans la série télévisée Hart of Dixie Épisode 9, un petit garçon atteint de la maladie du caisson est traité par le personnage principal de la série qui est médecin.

### Sources
- Cet article est partiellement ou en totalité issu de l'article intitulé « Maladie de décompression » (voir la liste des auteurs).
- Encyclopédie de l'urgence
- Philip Foster, La plongée sous-marine à l'air, Édition PUG, 1998,  (ISBN 978-2-7061-0504-3)